# Adenanthos meissneri
Adenanthos meissneri är en tvåhjärtbladig växtart som beskrevs av Johann Georg Christian Lehmann. Adenanthos meissneri ingår i släktet Adenanthos och familjen Proteaceae. Inga underarter finns listade i Catalogue of Life.